# Лейтен b
Лейтен b (англ. Luyten b), также известная под названием GJ 273 b — подтверждённая экзопланета, находящаяся в зоне обитаемости у звезды Лейтена в созвездии Малого Пса. Находится на расстоянии 12,2 световых лет от Земли. Была открыта в июне 2017 года вместе с планетой GJ 273 c (Лейтен c). Лейтен b является суперземлёй, её минимальная масса почти в 3 раза превышает массу Земли. Планета получает на 6 % больше излучаемого тепла от своей звезды, чем Земля получает от Солнца.

## Характеристики

### Масса, радиус и температура
Лейтен b является суперземлёй, то есть её масса больше, чем у Земли, но меньше, чем у Урана или Нептуна. Методом измерения лучевых скоростей установлено, что минимальная масса планеты составляет 2,89 M⊕. Её радиус точно неизвестен, но оценивается в диапазоне от 1,4 до 1,5 радиусов Земли.
Планета получает падающий поток от своей звезды в размере 106 % от земного. По оценкам, альбедо примерно равен 0,30, что означает, что равновесная температура планеты составляет около 259 K (−14 °C). Если у Лейтен b имеется атмосфера, то температура её поверхности может достигать 292 K (+19 °C).
| Земля | Лейтен b        |
| ----- | --------------- |
| Земля | {{{exoplanet}}} |

### Орбита и вращение
Лейтен b находится на близком расстоянии от своей звезды (порядка 0,091 а. е.), совершая один полный оборот вокруг звезды за 18,6 дней. Она вращается гораздо ближе от своей звезды, чем ближайшая от Солнца планета, Меркурий, который обращается вокруг Солнца за 88 дней. Однако звезда Лейтена является красным карликом, и её зона обитаемости находится гораздо ближе, чем у Солнца. Эксцентриситет орбиты составляет около 0,10±0,08; таким образом, планета может находиться в спин-орбитальном резонансе (3:2 или 1:2).

### Звезда
Звезда Лейтена является красным карликом спектрального класса М. Радиус данной звезды составляет 29,3 % от солнечного, масса — 29 % от массы Солнца, светимость — 0,88 % от солнечной, а эффективная температура составляет 3382 K.

## Потенциальная обитаемость
Лейтен b находится в зоне обитаемости своей звезды. Её минимальная масса составляет около 2,9 масс Земли, что означает, что это, возможно, скалистая планета. Температура поверхности планеты, при наличии плотной атмосферы, может быть близка к земной. Звезда Лейтена является относительно «спокойным» красным карликом, что снижает вероятность негативного влияния звёздных вспышек на атмосферу планеты.
Индекс подобия Земле (ESI), при имеющихся на данный момент данных, составляет 0,91.

## Отправка радиопослания с Земли
В октябре 2017 года к звёздной системе Лейтена в рамках программы поиска внеземных цивилизаций (METI) было отправлено три радиосигнала с музыкальными композициями авторства Жана-Мишеля Жарра, Autechre и Matmos. Радиосигнал был отправлен с помощью EISCAT, 32-метровой антенны в Тромсё, Норвегия. Сообщение дойдёт до планеты Лейтен b в 2029 году.